# Melissa Ashton
Pour les articles homonymes, voir Ashton.
Melissa Ashton-Garard, est une triathlète professionnelle australienne, championne d'Océanie en 2000.

## Palmarès
Le tableau présente les résultats les plus significatifs (podium) obtenus sur le circuit national et international de triathlon depuis 1997,.
| Année | Compétition                                         | Pays             | Position           | Temps           |
| ----- | --------------------------------------------------- | ---------------- | ------------------ | --------------- |
| 2007  | Championnats d'Océanie de triathlon longue distance | Australie        | Médaille d'argent  | 4 h 5 min 17 s  |
| 2007  | Ironman Australie                                   | Australie        | Médaille de bronze | 9 h 23 min 23 s |
| 2006  | Ironman Australie                                   | Australie        | Médaille de bronze | 9 h 36 min 22 s |
| 2005  | Ironman Australie                                   | Australie        | Médaille d'argent  | 9 h 25 min 40 s |
| 2003  | Coupe d'Europe - l'étape de Genève                  | Suisse           | Médaille d'argent  | 2 h 16 min 0 s  |
| 2003  | Coupe d'Asie - l'étape de Subic Bay                 | Philippines      | Médaille d'or      | 2 h 8 min 10 s  |
| 2002  | Coupe d'Asie - l'étape de Seorak                    | Corée du Sud     | Médaille d'or      | 2 h 3 min 30 s  |
| 2002  | Coupe d'Asie - l'étape de Subic Bay                 | Philippines      | Médaille d'or      | 2 h 3 min 34 s  |
| 2001  | Coupe d'Europe - l'étape de Forte dei Marmi         | Italie           | Médaille de bronze | 1 h 55 min 29 s |
| 2000  | Championnat d'Océanie                               | Nouvelle-Zélande | Médaille d'or      | 2 h 3 min 23 s  |
| 1997  | Coupe du monde - l'étape de Auckland                | Nouvelle-Zélande | Médaille de bronze | 2 h 3 min 30 s  |